# Liste von Persönlichkeiten aus Montagnola
Diese Liste enthält in Montagnola geborene Persönlichkeiten und solche, die in Montagnola ihren Wirkungskreis hatten, ohne dort geboren zu sein. Die Liste erhebt keinen Anspruch auf Vollständigkeit.

## Persönlichkeiten
(Sortierung nach Geburtsjahr)
- Künstlerfamilie Camuzzi/o.  Familie aus Gottro; ein Zweig der Fam. ließ sich im Lauf des 15. Jahrhunderts in Lugano nieder. Einige ihrer Mitglieder gehörten im 15. und 16. Jahrhundert dem Generalrat von Lugano an[1][2][3]
  - Ludovico Camucio (* um 1515 in Lugano, erwähnt 1566; † nach 1566), Mitglied des Generalrats von Lugano. Notar der Landschaft Lugano und der umliegenden Täler (Eintrag 1563)[4][1][5]
  - Giovanni Pietro Camuzzi (* um 1650 in Montagnola; † 1. September 1718 in Passau), Stuckateur[6]
  - Francesco Camuzzi (* 1651 in Montagnola; † nach 1732 ?), Stuckateur, Bruder von Fabio und Antonio Camuzzi, 1732 führte er die Dekoration der Kapelle des Heiligen Antonius in der Pfarrkirche von Sankt Abbondio in Gentilino aus.[7]
  - Fabio Camuzzi (* 1653 in Montagnola), Stuckateur, Bruder des Antonio und Francesco[8]
  - Antonio Camuzzi (* 1655 in Montagnola; † 1724), Stuckateur und Architekt, Bruder des Fabio und Francesco, er schuf den Hauptaltar der Pfarrkirche San Nazaro von Castelrotto 1690 und die Stückarbeiten der Pfarrkirche Sant’Abbondio von Gentilino, zusammen mit seinem Bruder Eugenio und einem Banchini von Curio, 1694–1695[1][9]
  - Carlo Camuzzi (* um 1660 in Montagnola; † nach 1720 ?), Stuckateur[6]
  - Francesco Camuzzi (* um 1687 in Montagnola; † nach 1724 in Bergamo ?), Stuckateur[6]
  - Muzio Camuzzi (* 1717 in Montagnola; † nach 1759), Stuckateur, Autor der Dekorationen in der Pfarrkirche von Muzzano (1739) und Schöpfer der Stukkaturen der Pfarrkirche Sankt Rocco in Lugano (1759). Er schuf auch die Stückarbeiten der Cappella Colleoni in Bergamo[1][10]
  - Antonio Camuzzi (* um 1790 in Montagnola; † nach 1830 in Russland), Stuckateur und Architekt[1][6]
  - Agostino Camuzzi (* 1808 in Bergamo; † 1870 in Montagnola), Architekt, er ging in jungen Jahren nach Russland und beendigte seine Studien in Petrograd. Er arbeitete zusammen mit Ippolito Monighetti von Biasca. Seine Arbeiten brachten ihm grosse Ehren und den Adelstitel ein. Nach Montagnola zurückgekehrt, gehörte er 1860–1870 dem Tessiner Grossrat an. Er war einer der Mitarbeiter am ersten Gotthardbahn projekt[1][11]
  - Arnoldo Camuzzi (1838–1895), Kunstmaler und Ingenieur, er studierte zuerst am Polytechnikum in Zürich und widmete sich hierauf der Malerei. Wurde besonders bekannt durch sein Panorama von Lugano, das er in Mailand und Turin ausstellte[12]

Pasquale Lucchini

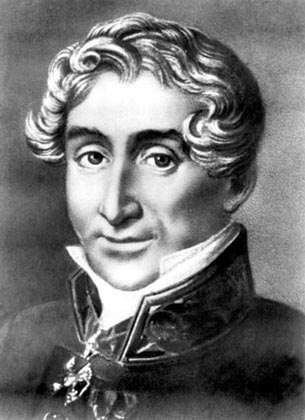
Domenico Gilardi

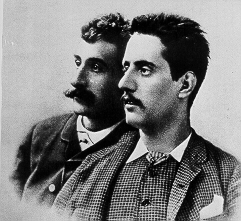
Ferdinando Fontana (links) und Giacomo Puccini, um 1885

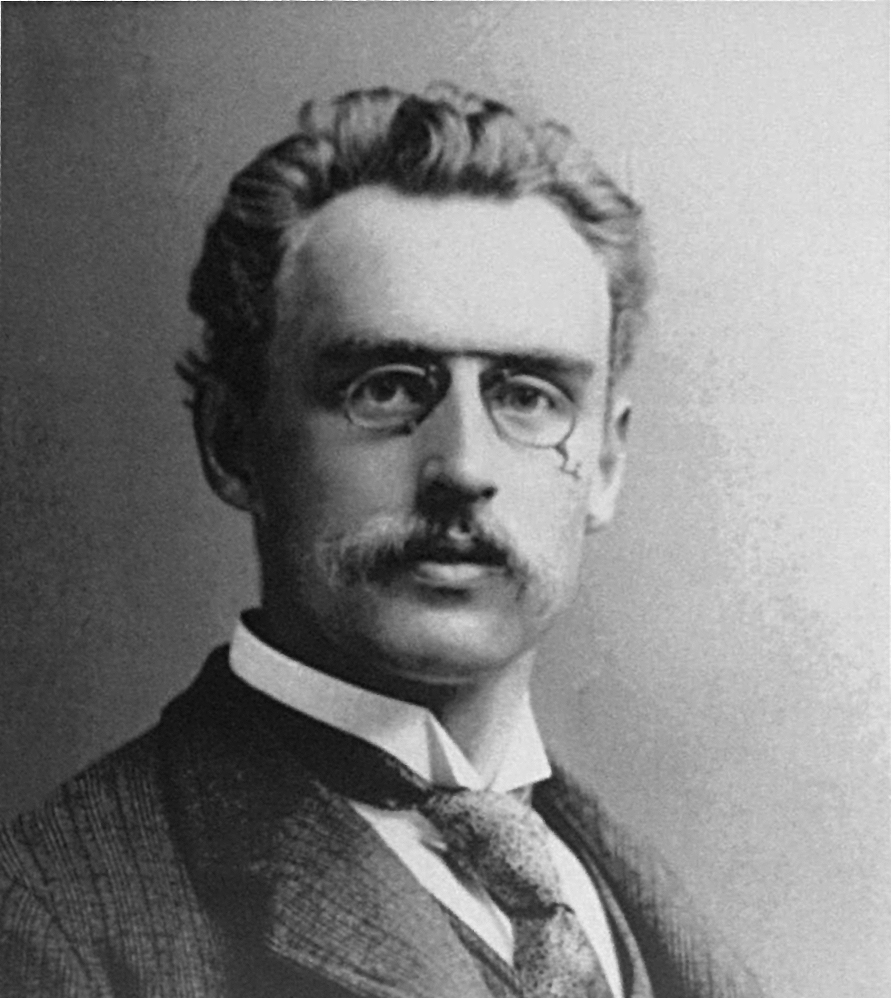
Charles Eugene Lancelot Brown, um 1900

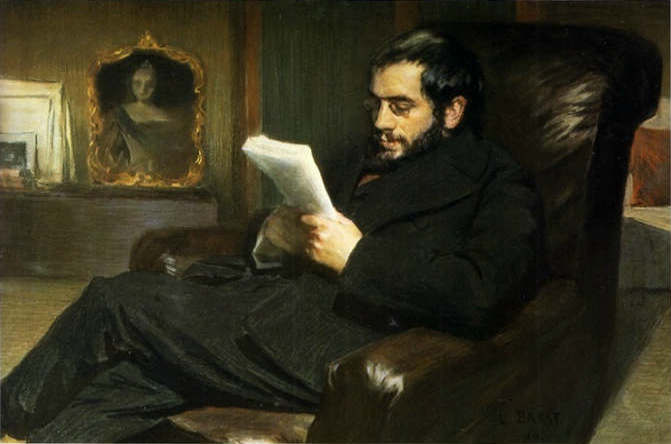
Alexander Benois. Gemälde von Léon Bakst, 1898

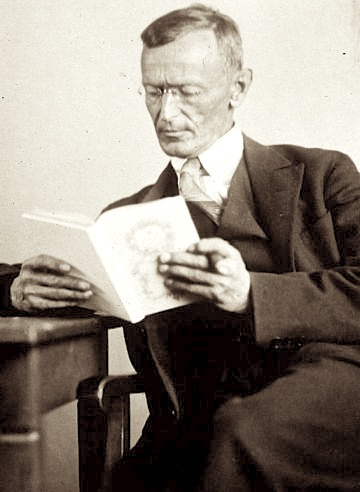
Hermann Hesse

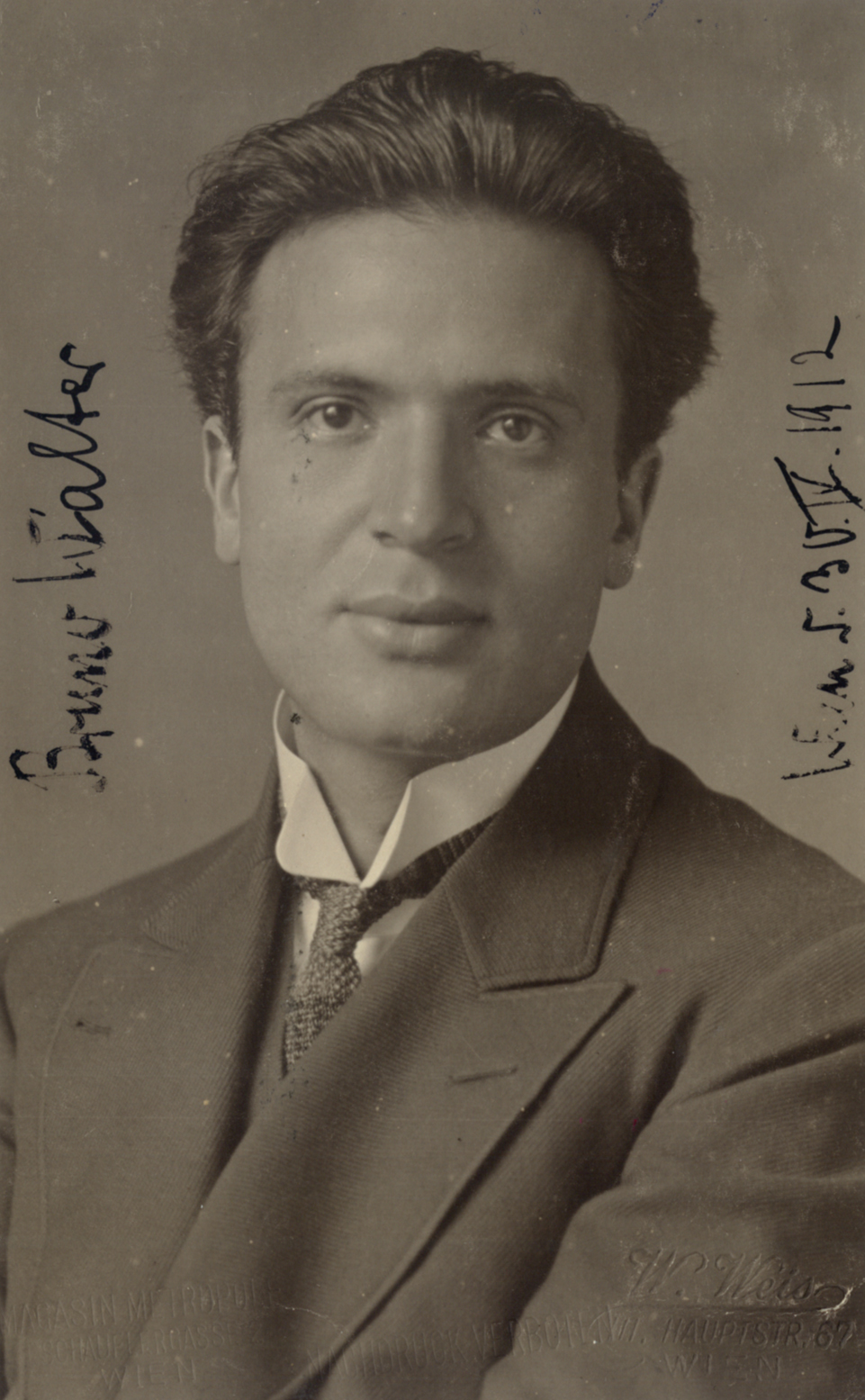
Bruno Walter, Wien 1912

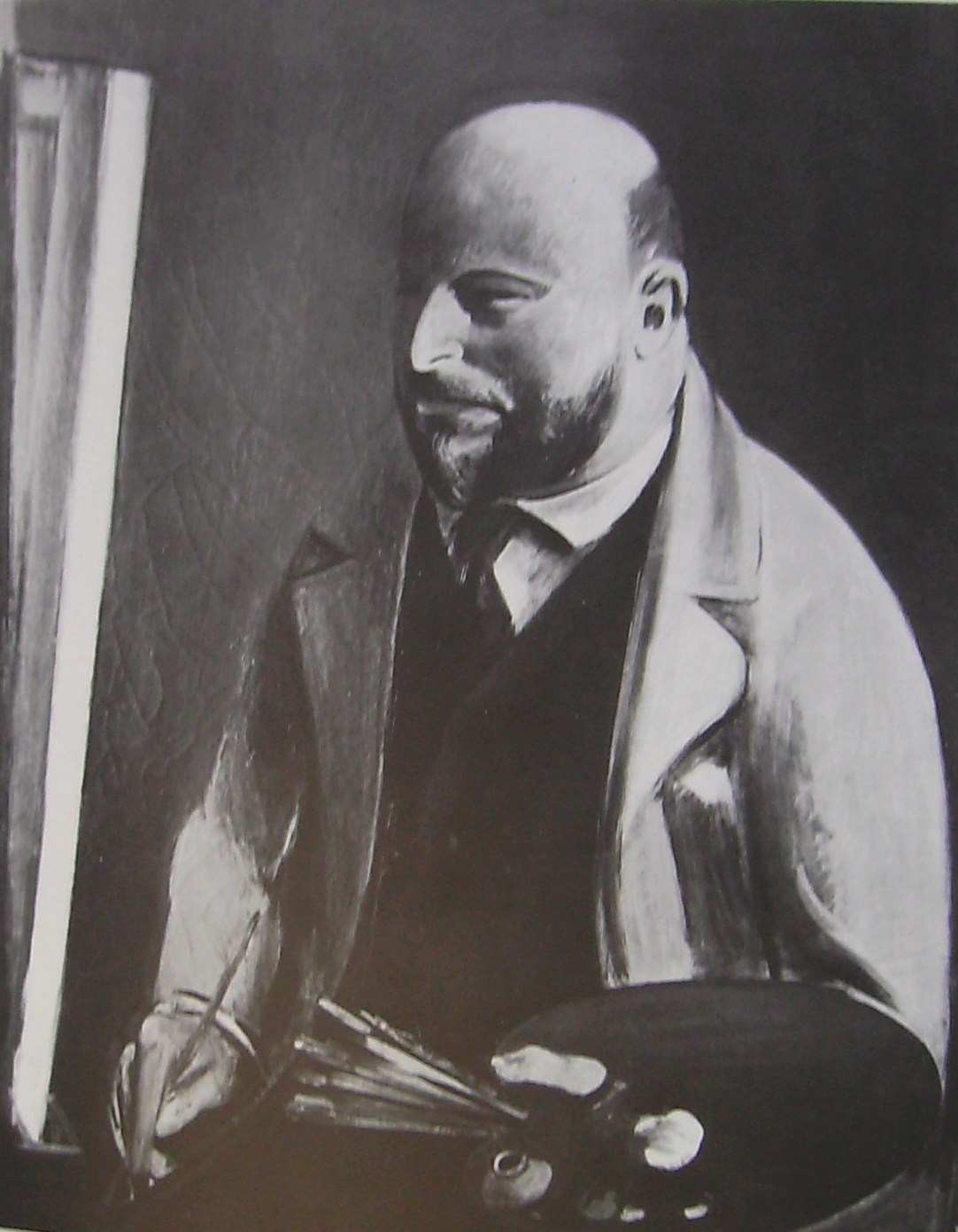
Porträt Hans Purrmann von Rudolf Levy

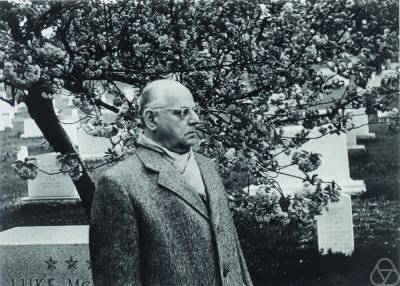
Ostrowski in Washington (1964)

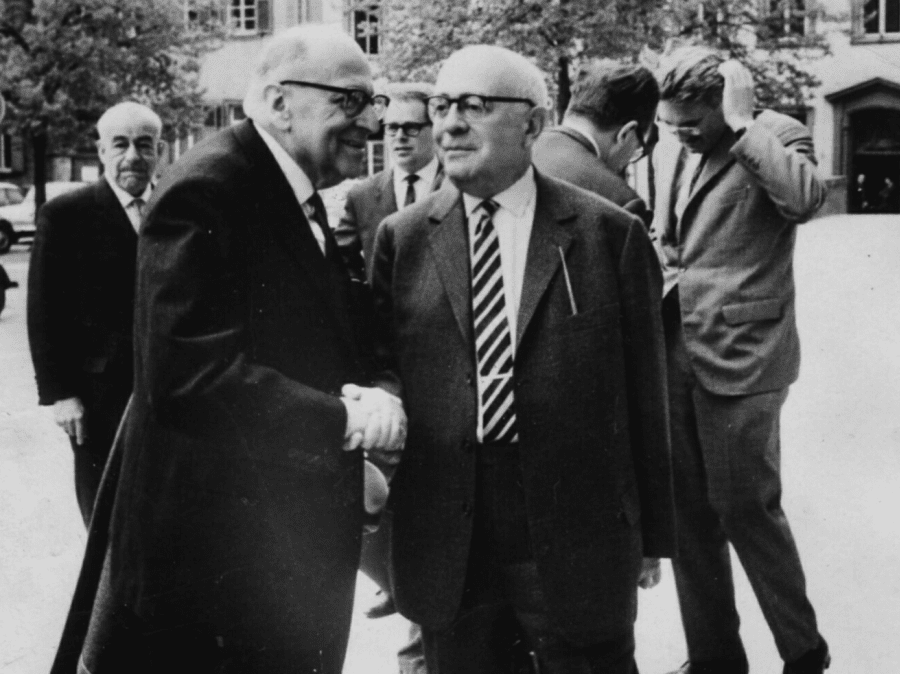
Max Horkheimer (vorne links) 1964 in Heidelberg

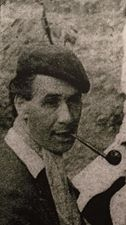
Sandro von Lorsch 1954

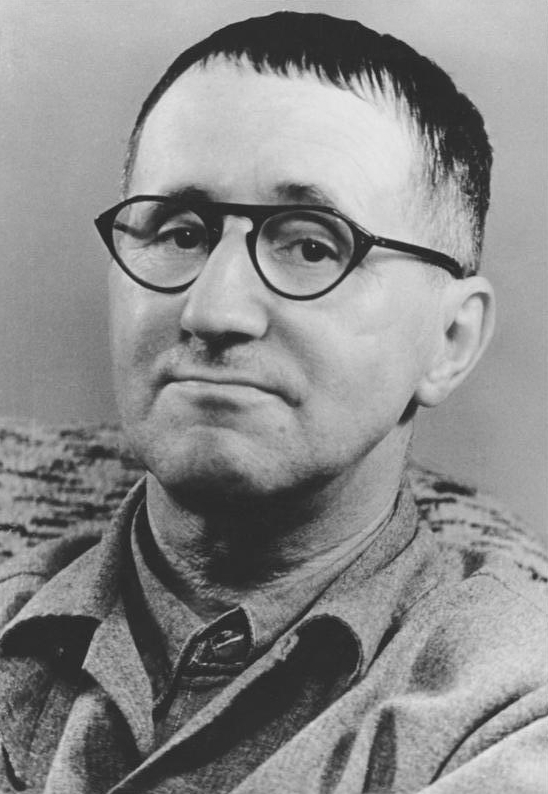
Bertolt Brecht (1954)

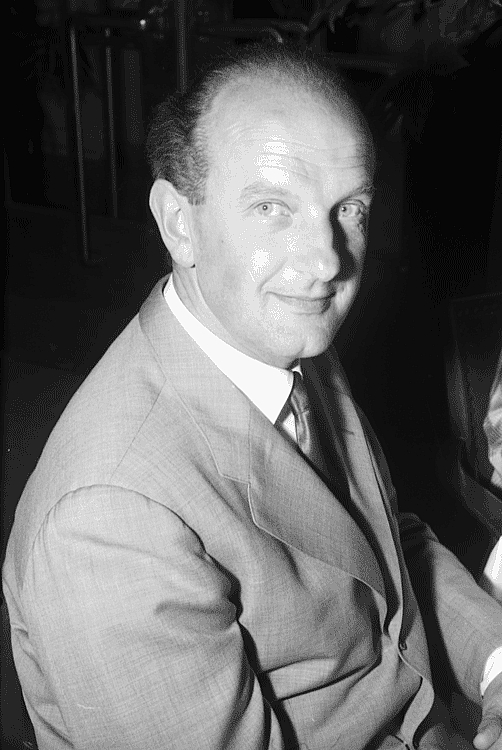
Georg Meistermann (1958)

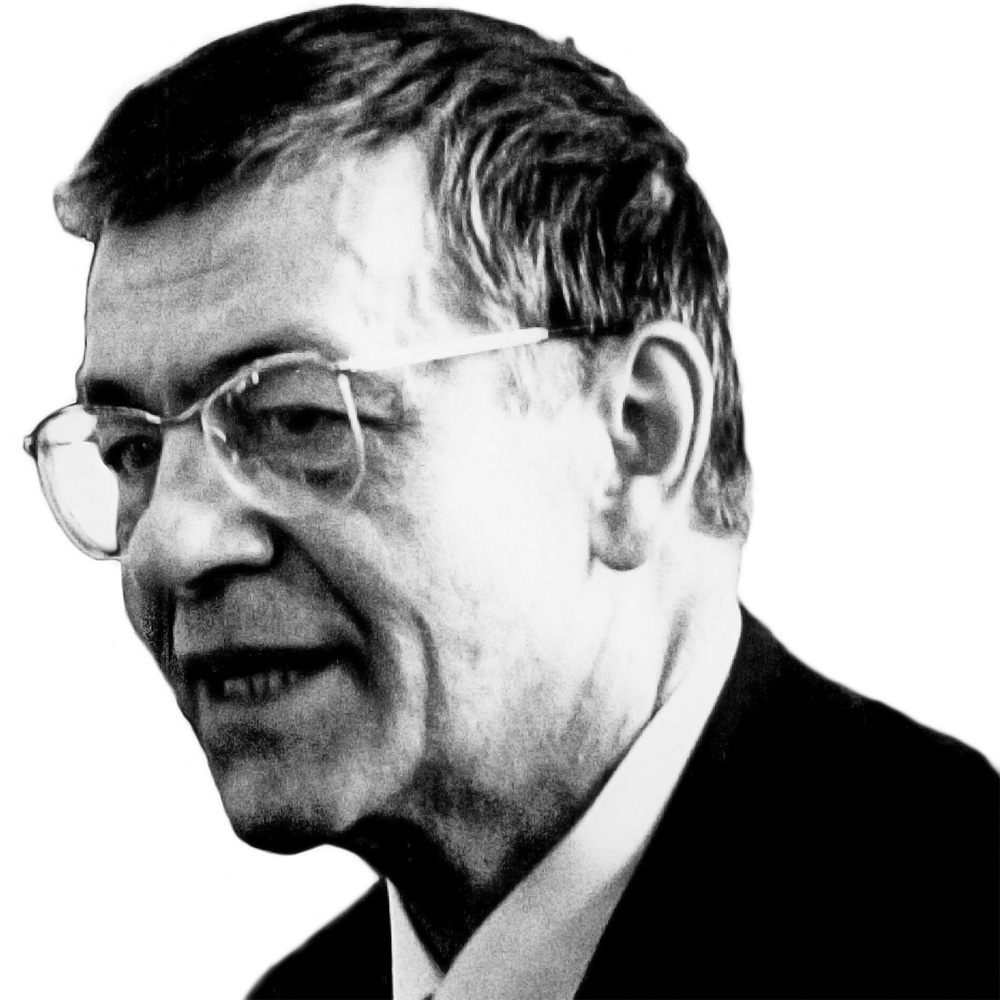
Peter Weiss 1982

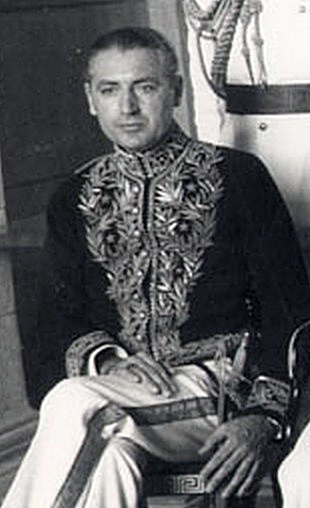
Miguel Serrano 1957

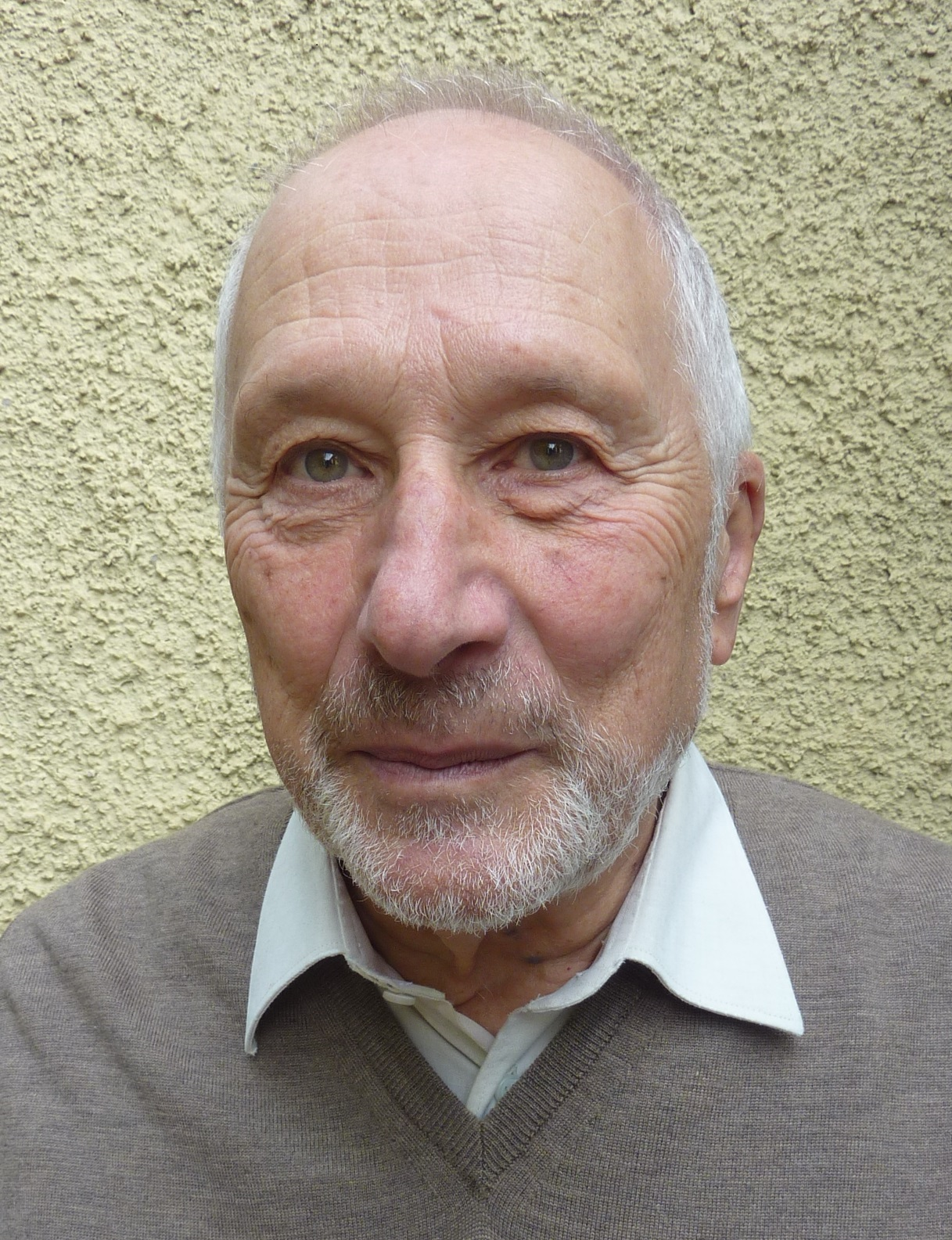
Ottavio Lurati 2017

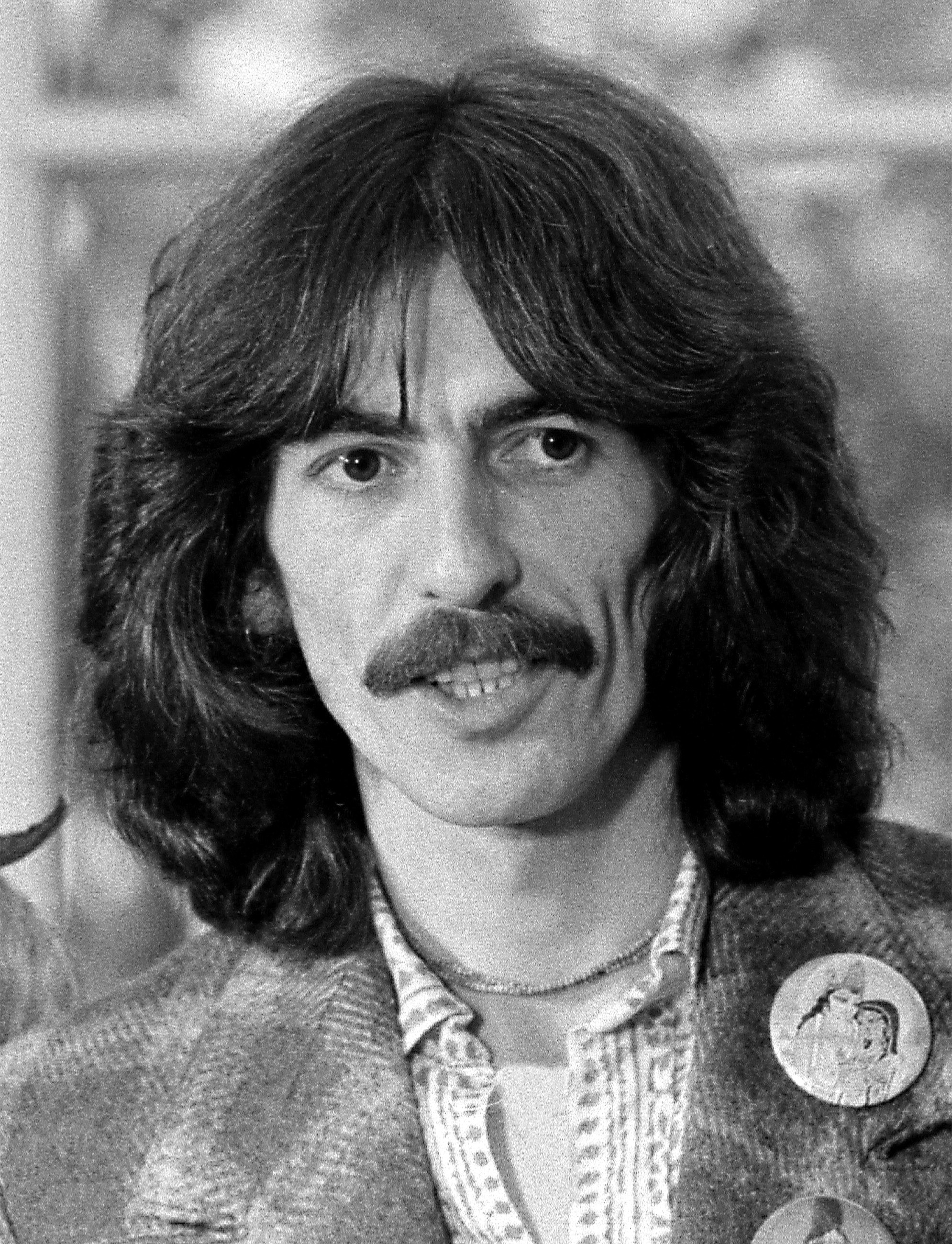
George Harrison, 1974

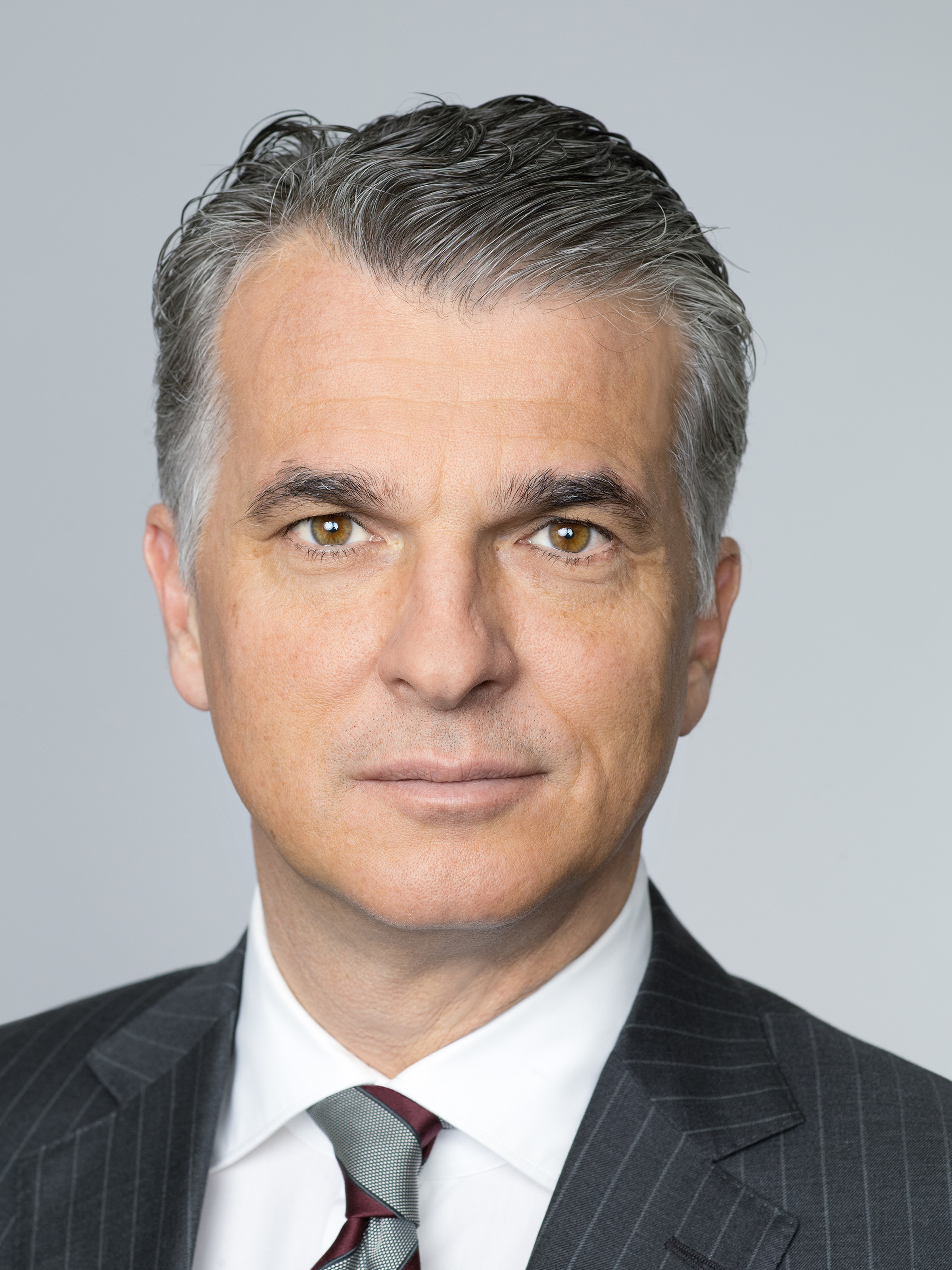
Sergio Ermotti (2012)

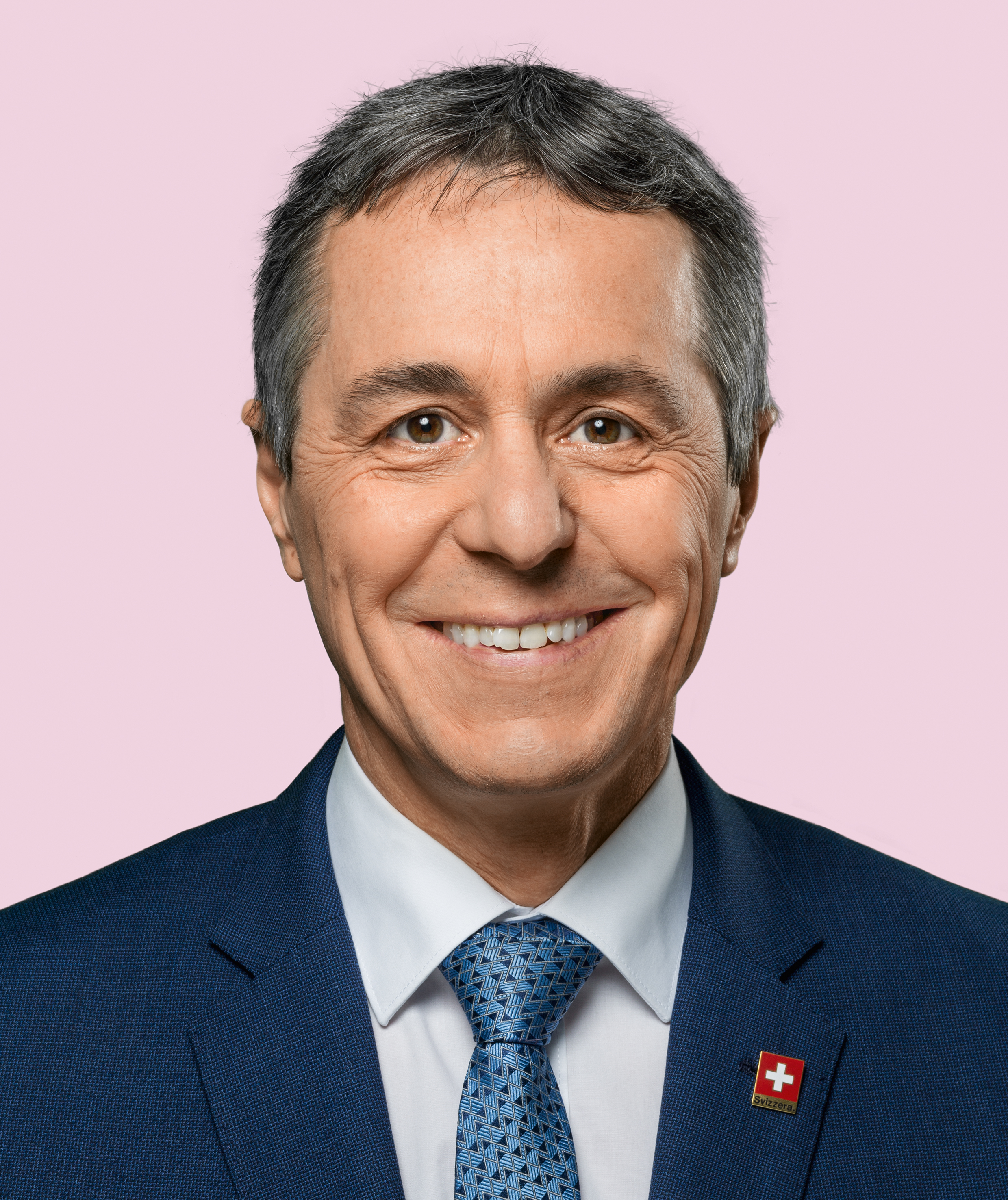
Ignazio Cassis (2022)

- Künstlerfamilie Berra.  (Herkunftsort Isone)[13][14]
  - Giacomo Berra (* um 1650 in Certenago; † nach 1703 ebenda ?), Baumeister in Turin, Schatzmeister der Compagnia di Sant’Anna dei Luganesi[15], er schuf im Castello del Valentino[16]
  - Carlo Domenico Berra (* um 1710 in Certenago; † nach 1748 ?), Baumeister in Mailand und in der Provinz Novara[17]
  - Giacomo Berra (* um 1715 in Montagnola; † nach 1772 in Oradea ?), Stuckateur[18][19]
  - Davide Berra (* 1811 in Montagnola; † 1898), Polier im Dienste der Grossfürstin Marija Nikolajewna Romanowa (1819–1876)[19]
  - Costantino Berra (* 15. Mai 1847 in Sankt Petersburg; † 15. Dezember 1915 in Mailand), Architekt[13]
  - Cesare Berra (* 4. Februar 1850 in Sankt Petersburg; † 17. Februar 1898 in Freiburg im Üechtland), Bildhauer[13][20][21]

- Künstlerfamilie Lucchini. [22]
  - Bartolomeo Lucchini (* 1440 in Montagnola; † nach 1492 ebenda ?), Baumeister baute die Zitadelle von Offida nach Plänen von Baccio Pontelli[23]
  - Luca Lucchini (* 1720 in Certenago Fraktion von Montagnola; † 1788 ebenda), Architekt in der Provinz Bergamo[24]
  - Domenico Lucchini (* um 1725 in Montagnola; † nach 1780), Architekt[25] d’Oro.
  - Giovanni Francesco Lucchini (* 1. Januar 1755 in Bergamo; † 1826), Sohn des Luca, Architekt[24]
  - Giuseppe Lucchini (* 1756 in Montagnola; † 1829 in Sankt Petersburg ?), Baumeister in Moskau, in St. Petersburg, in Tallinn[26][27]
  - Giovanni Battista Lucchini (* 1784 in Montagnola; † 1845/46 in Sankt Petersburg), Architekt[27]
  - Pasquale Lucchini (1798–1892), Ingenieur
  - Riccardo Lucchini (* 1869 in Montagnola; † 14. Oktober 1932 in Zürich), Industrieller, Wohltäter[28]
  - Cesare Lucchini (* 19. Juli 1885 (Davide) in Montagnola; † 15. März 1965 in Lugano), Präsident der Generaldirektion der Schweizerischen Bundesbahnen[29]
  - Emilio Lucchini (1904–1975) war ein Schweizer Offizier, Kommandant der Grenzbrigade 9
  - Cesare Lucchini (* 10. Juli 1941 in Bellinzona) (Bürgerort Montagnola), Maler schuf Stillleben, Landschaften, Interieurs, Atelierszenen und neo-informelle Malerei[30][31]

- Künstlerfamilie Gilardi.  (17. – 19. Jahrhundert), Architekten in Moskau und Mailand[32][33]
  - Pietro Gilardi (* 9. April 1665 in Montagnola; † um 1739 in Mailand), Maler, Freskant tätig in Varese, Pavia und Mailand[34]
  - Giovanni Battista Gilardi (Ivan) (* 18. Dezember 1755 in Montagnola; † 13. Februar 1819), Hofarchitekt, er erbaute das Alexander-Institut, das Invalidenhaus, das Witwenasyl, das Theater der Ermitage (Sankt Petersburg) und die grosse Börse in St. Petersburg. In Moskau wirkte er am Neubau des Kremlin nach 1812 mit[35][32][36]
  - Giosuè (Ossip) Gilardi (* 1766 in Montagnola; † 1835), Architekt[37]
  - Domenico Gilardi (1785–1845), Architekt in Russland
  - Alessandro Gilardi (* 27. März 1808 in Montagnola; † 1871 in Mailand), Architekt[32][38]
  - Gerolamo Gilardi (* 1810 in Montagnola; † 1883), Architekt[32][39]

- Tommaso Poncini (* um 1590 in Viglio; † 1659 in Warschau), Baumeister und Architekt[40]
- Giovanni Rodolfo Furlani (* 1698 in Montagnola; † 1762), Bildhauer, Stuckateur in Siena, Florenz und Pisa[41][42]
- Carlo Poncini (* 1710 in Montagnola; † um 1770 in Heves ?), Polier in Heves[43]
- Giovanni Battista Sanbartolomeo (* 4. Februar 1722 in Montagnola; † 1798 in Turin), Stuckateur und Bauunternehmer in Turin. 1741 arbeitete er mit Pietro Giuseppe Muttoni und Pietro Somazzo im Palast Chiablese, ab 1759 im Jagdschloss Stupinigi[44]
- Pietro Boffa (* um 1790 in Arasio; † nach 1828 in Odessa ?), von Arasio (Montagnola), Architekt[45]

- Künstlerfamilie Somazzi.  Alte Familie, die sich in zahlreiche Linien verzweigt hat. Zum Zweig von Montagnola und Gentilino zählten Notare und  Bildende Künstler[46][47]
  - Stanislao Somazzi (* um 1750 in Montagnola; † nach 1780), Stuckateur und Zeichner, arbeitete am Herzogspalast von Mantua 1772–1780, er war Präsident der provisorischen Regierung von Lugano April 1798, seit Juli 1798 Mitglied, seit 1801 Präsident der Verwaltungskammer des Kanton Luganos[48][48][49]
  - Clemente Somazzi (* 1758 in Montagnola; † nach 1807 in Otočac ?), Stuckateur und Polier[50]
  - Giacomo Somazzi (* 1763 in Montagnola; † 1853), Polier[51]
  - Angelo Somazzi (1803–1892), (Herkunftsort Montagnola), Ingenieur-Architekt, Journalist, Politiker.
- Camillo Landriani (* 30. Juni 1803 in Pavia; † 14. Dezember 1871 in Lugano), beteiligt an Aktionen des Carbonari-Geheimbund[52]

### Ab 1850
- Ferdinando Fontana  (1850–1919), ein italienischer Dramatiker, Librettist, Lyriker und Übersetzer.
- Demetrio Camuzzi (1858–1899), Sohn des Agostino, Architekt und Politiker, er studierte an der Accademia di Belle Arti di Brera und der Universität Pavia. Er nahm Anteil an der tessinischen Politik.
- Hans Barth (1862–1928), deutscher Journalist und Schriftsteller
- Charles Eugene Lancelot Brown (1863–1924), Mitbegründer des Elektrotechnikkonzerns BBC
- Alexander Nikolajewitsch Benois (1870–1960), Kunstmaler, Kunstkritiker
- Hermann Hesse (1877–1962), Schriftsteller, Dichter, Maler und Nobelpreisträger
- Guido Bertini (* 1. Februar 1872 in Mailand; † 2, Juni 1938 in Luvinate bei Varese), italienischer Maler, Politiker[53]
- Bruno Walter (1876–1962), deutsch-österreichischer Dirigent, Pianist und Komponist
- Hans Purrmann (1880–1966), Maler
- Louis Moilliet (1880–1962), Maler und Glasmaler
- Friedrich Schnack (1888–1977), deutscher Dichter, Schriftsteller, Journalist
- Giovanni Mardersteig (1892–1977), deutsch-italienischer Verleger, Buchdrucker, Typograf und Buch- und Schrifthistoriker
- Alexander Markowitsch Ostrowski (1893–1986), russisch-deutsch-schweizerischer Mathematiker
- Friedrich Pollock (1894–1970), Soziologe und Ökonom
- Max Horkheimer (1895–1973), Sozialwissenschaftler und Theoretiker der Frankfurter Schule
- Ninon Hesse, (1895–1966), Kunsthistorikerin
- Maria Geroe-Tobler (1895–1963), Textilkünstlerin und Malerin
- Bertolt Brecht (1898–1956), deutscher Dramatiker und Lyriker
- Elena Benua alias Léla Clément-Benua (* 31. März 1898 in Sankt Petersburg; † 7. Juli 1972 in Paris), russische Kunstmalerin. Zusammen mit ihrem Vater und ihrem Bruder Nikolaj nahm sie an der Benois-Ausstellung teil, die 1955 in der Villa Olmo in Como stattfand.[54]
- Adolfo Tino (* 23. Juli 1900 in Avellino; † 3. Dezember 1977 in Mailand), Journalist, Antifaschist, Flüchtling in Montagnola[55]
- Arnold Gfeller (1902–1978), Architekt, Maler, Offizier und Politiker
- Will Eisenmann (1906–1992), Komponist, wohnte in Montagnola
- Gunter Böhmer (1911–1986), Maler
- Georg Meistermann (1911–1990), deutscher Maler, Zeichner, Graphiker
- Fernando Lardelli (* 10. September 1911 in Poschiavo; † 3. Januar 1986 in Lugano) Maler und Mosaikkünstler tätig in Montagnola, schuf Fresko, Zeichnung, Glasmalerei und Illustrationen[56]
- Peter Weiss (1916–1982), deutsch-schwedischer Schriftsteller, Maler, Grafiker und Experimentalfilmer
- Miguel Serrano (1917–2009), Diplomat, Antisemit und Holocaustleugner
- Sandro von Lorsch (1919–1992), deutscher Expressionist.
- Enrico Franchini (1921–2006), Instruktionsoffizier der Infanterie, Korpskommandant das Gebirgsarmeekorps 3
- Italo Nodari (* 4. März 1925 in Montagnola; † 10. September 1983 in Gentilino), Chordirigent, Komponist und Musiklehrer[57]
- Federico Spiess (* 24. Mai 1927 in Lugano; † 11. August 2021 in Montagnola), Sohn des Friedrich, Philologe, Direktor des Vocabolario dei dialetti della Svizzera italiana (1973–1992)[58]
- Bruno Brocchi (1927), Architekt
- Ottavio Lurati (1938–2023), Schweizer Sprachwissenschaftler, Forscher, Publizist, Prei Galileo Galilei
- George Harrison (1943–2001),  britischer Musiker und Komponist
- Lindsay Owen-Jones (* 17. März 1946 in Wallasey, Cheshire) Manager und CEO von L’Oréal[59]
- Ugo Petrini (1950), Dichter, studierte italienische Literaturwissenschaft an der Universität Freiburg (Schweiz) und hat als Sekundarlehrer gearbeitet[60]
- Sergio Ermotti (1960), Bankmanager und CEO der UBS, wohnt in Montagnola
- Ignazio Cassis (1961), Arzt, Schweizer Politiker, wohnt in Montagnola
- Edoardo Charbon (* 1964 in Sorengo), aus Montagnola, ETH Zürich Elektroingenieur, École polytechnique fédérale de Lausanne EPFL Lehrstuhl fûr Advanced Quantum Architecture[61]